# Municipio de San Andrés Huaxpaltepec
El municipio de San Andrés Huaxpaltepec es uno de los 570 municipios en que se divide el estado mexicano de Oaxaca. Se encuentra al suroeste del territorio estatal y su cabecera es la población de San Andrés Huaxpaltepec.

## Geografía
El municipio de San Andrés Huaxpaltepec se encuentra localizado al suroeste del territorio de Oaxaca, pertenece al distrito de Jamiltepec y a la región Costa. Tiene una extensión territorial de 87 931 kilómetros cuadrados que equivalen al 0.09 % del territorio oaxaqueño. 
Se localiza en las coordenadas geográficas extrermas 16°17′ - 16°25′ de latitud norte y 97°51′ - 98°1′ O, con una altitud que va desde los 0 hasta los 50 m s. n. m.
Limita al norte con el municipio de Pinotepa de Don Luis y con el municipio de San Lorenzo, al este con el municipio de Santa Catarina Mechoacán y al sureste con el municipio de Santiago Jamiltepec; al sur limita con el municipio de Santa María Huazolotitlán y al suroeste y oeste con el municipio de Santiago Pinotepa Nacional.

### Orografía e hidrografía
El municipio se encuentra dentro de la condición fisiográfica de lomeríos; su relieve está caracterizado por terrenos ondulados, en algunos lugares con mucha pendiente y con una porción de llanos.
El cerro más alto es el cerro del Yucu Tityi, con una altitud de 600 metros sobre el nivel del mar.
El municipio se ubica en la cuenca hidrológica del Río de la Arena. Los principales ríos son: Río de La Arena, Arroyo Yutacú y Arroyo Mini cuan.

### Clima  y ecosistemas
El municipio tiene un clima cálido, con temperaturas mínimas de 18 °C y una máxima de 38 °C a lo largo del año, con precipitaciones 1, 200 mm, que caen en los meses de junio a septiembre.
El territorio municipal se caracteriza por contar con una vegetación natural de selva seca o selva baja subperennifolia; además, existen pequeñas porciones de vegetación alterada por la actividad agropecuaria; en el área denominada Los llanos, es posible encontrar pastos nativos que se utilizan para la alimentación del ganado.
Por encontrarse en una zona intertropical, existe una gran variedad de animales silvestres. Dentro de los mamíferos se cuenta con ejemplares de venado cola blanca, conejo, tejón, tigrillo, coyote, mapache, armadillo, zorrillo, onza, marta y jabalí; dentro de las aves está la chachalaca, codorniz, palomas, perico, cotorra, gavilán y zopilote; en cuanto a los reptiles se tiene a la víbora de cascabel, colarillo, mazacoa, tetereque, iguana verde y negra y lagartijas.

## Demografía
De acuerdo a los resultados del Censo de Población y Vivienda realizado en 2010 por el Instituto Nacional de Estadística y Geografía; la población total del municipio de San Andrés Huaxpaltepec es de 5 867 habitantes, de los cuales 2 850 son hombres y 3 017 son mujeres.
La densidad de población asciende a un total de 66.72 personas por kilómetro cuadrado.

### Localidades
El municipio incluye en su territorio un total de siete localidades. Las principales, considerando su población del censo de 2010 son:
| Localidad               | Población (2010) |
| ----------------------- | ---------------- |
| San Andrés Huaxpaltepec | 4 146            |
| Rancho Viejo            | 1 013            |
| Cubitán de Dolores      | 632              |
| Barrio el Zapote        | 59               |
| Total municipio         | 5 867            |

## Política
El gobierno del municipio de San Andrés Huaxpaltepeces electo mediante el principio de partidos políticos, con en la gran mayoría de los municipios de México. El gobierno le corresponde al ayuntamiento, conformado por el presidente municipal, un síndico y el cabildo integrado por cuatro regidores. Todos son electos mediante voto universal, directo y secreto para un periodo de tres años que pueden ser renovables para un periodo adicional inmediato.

### Representación legislativa
Para la elección de diputados locales al Congreso de Oaxaca y de diputados federales a la Cámara de Diputados federal, el municipio de San Andrés Huaxpaltepec se encuentra integrado en los siguientes distritos electorales:
Local:
- Distrito electoral local de 22 de Oaxaca con cabecera en Santiago Pinotepa Nacional.[4]

Federal:
- Distrito electoral federal 9 de Oaxaca con cabecera en Puerto Escondido.[5]